# Piavesella di Maserada
Il canale Piavesella è un fiume della provincia di Treviso.
Si origina da risorgive (non sempre attive) tra gli abitati di Maserada sul Piave e Candelù. La sua portata si fa rilevante dopo aver raccolto le acque di alcuni piccoli corsi d'acqua, alcuni dei quali la mettono in comunicazione con i vari canali artificiali della destra Piave. Nei pressi di Fagarè della Battaglia (com. di San Biagio di Callalta) si divide in due rami, dei quali l'uno confluisce nel Piave tra l'estremità est sud est del comune di Breda di Piave e il comune di San Biagio di Callalta , mentre il secondo prosegue ancora per qualche chilometro prendendo il nome di canale Zero.
Fa parte del comprensorio del consorzio di bonifica Piave.